# تیتی شکم‌قرمز
تیتی شکم‌قرمز (نام علمی: Callicebus moloch) نام یک گونه از سرده تیتی است.